# Тунцовець
Тунцовець (словен. Tuncovec) — поселення в общині Рогашка Слатина, Савинський регіон, Словенія. Висота над рівнем моря: 237,8 м.